# Calamaria lovii
Calamaria lovii — вид змій родини полозових (Colubridae). Мешкає в Південно-Східній Азії. 

## Підвиди
Виділяють чотири підвиди:
- Calamaria lovii gimletti Boulenger, 1905;
- Calamaria lovii lovii Boulenger, 1887;
- Calamaria lovii wermuthi Inger & Marx, 1965;
- Calamaria lovii ingermarxorum Darevsky & Orlov, 1992.

## Поширення і екологія
Calamaria lovii мешкають на Малайському півострові, Яві і Калімантані, а також спостерігалися у В'єтнамі. Вони живуть у вологих рівнинних тропічних лісах.